# Roadburn Festival
Koordinaten: 51° 33′ 28″ N, 5° 5′ 34″ O
Das Roadburn Festival ist ein seit 1995 jährlich stattfindendes und international anerkanntes Festival für Doom- und Extreme Metal, bei dem auch Interpreten aus den Subgenres des Post-Industrial, Post-Punk, Psychedelic Rock und Alternative auftreten. Das niederländische Festival in Tilburg gilt mit bis zu 4000 Zuschauern aufgrund der auftretenden Künstler, des familiären Rahmens sowie der Konzertorte international bei Interpreten und Zuschauern als legendär. Viele der auftretenden Interpreten veröffentlichen die Aufnahmen ihrer Auftritte als Livealben, darunter Ulver, Neurosis, Candlemass, Indian, Earthless und Year of No Light.

## Geschichte
Das Festival begann als Ergänzung der seit den 1990er Jahren aktiven Internetseite Roadburn.com. Initiatoren der Internetseite und des Festivals sind Jurgen van den Brand und Walter Hoeijmakers. Weitere aktuelle Mitglieder des Organisationsteams sind Frens Frijns und Becky Laverty. Die ersten zehn der jährlichen Veranstaltungen wurden noch klein mit auf der Webseite beworbenen Bands gestaltet. Die Veranstaltungen wechselten in den Anfängen noch den Ort und das Datum und fanden an einem einzelnen Tag statt. Van den Brand und Hoeijmakers begannen früh damit Auftritte als Livestream auf ihrer Webseite zu präsentieren und steigerten so die Popularität der Veranstaltung und der Seite. 2003 und 2004 fand das Festival im Effenaar in Eindhoven statt. Mit damals 450 verkauften Karten und Fu Manchu als Headliner, war das Festival 2003 zum ersten Mal ausverkauft. 2005 wechselte das Festival nach Tilburg. Mit diesem zehnten Festival etablierte sich die heute populäre Form des Festivals mit diversen populären Interpreten des Metal-Underground und einer Dauer von vier Tagen in der Venue 013 in der Stadt Tilburg.

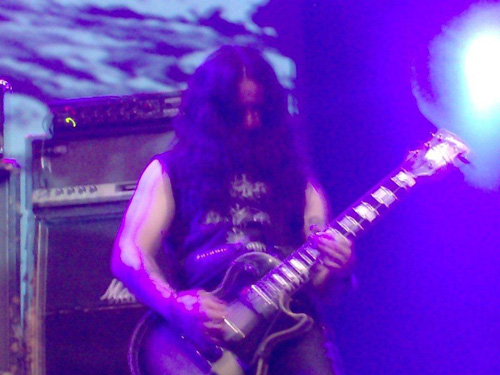
Trotz des Ausbruchs des Eyjafjallajökull traten Thorr’s Hammer beim Roadburn 2010 auf

Im Jahr 2006 bot das erneut ausverkaufte Festival Platz für 1.750 zahlende Besucher, die nach Auskunft des Veranstalters, zu 70 % aus dem Ausland kamen und nicht aus den Niederlanden. Ein Trend, der sich über die Jahre fortsetzte und ein Publikum aus Nord- und Südamerika, Asien, Europa und Australien, mit nur geringen Anteilen an niederländischen Besuchern, bedingt.
Im Jahr 2010 wurden einige der gebuchten Bands durch den Ausbruch des Eyjafjallajökull verhindert. Nach der Eruption mit massivem Ascheauswurf am Mittwoch, den 15. April, kam der europäische Flugverkehr zum Erliegen, weshalb unter anderem Shrinebuilder, Jesu, Evoken und Candlemass ihre Auftritte absagen mussten. Andere Bands saßen mehrere Tage in Tilburg fest. Die internationale rein improvisierende Space-Rock-Band Øresund Space Collective, griff den Ausbruch auf und verarbeiteten die Ereignisse bei ihrem Auftritt, im damals noch Bat Cave genanntem Saal Stage 01. Der Auftritt wurde als At the Roadburn 2010 von der Band veröffentlicht. Das Artwork spielt ebenfalls auf den Vulkanausbruch an. Durch die Absage von insgesamt 16 Bands musste das gesamte Billing umgestellt werden. EyeHateGod sprangen als Headliner der Afterburnerveranstaltung ein und spielten, nach einer Anreise aus Italien, eine Show von zweieinhalb Stunden.
Die Veranstalter änderten 2014 der Kartenverkaufsmodus, da in den Jahren zuvor das gesamte Kartenkontingent binnen weniger Minuten Online verkauft wurde. Bis zum Jahr 2015 stieg die Zahl der zur Verfügung gestellten Karten auf 4.000.

## Rahmen

### Gestaltung

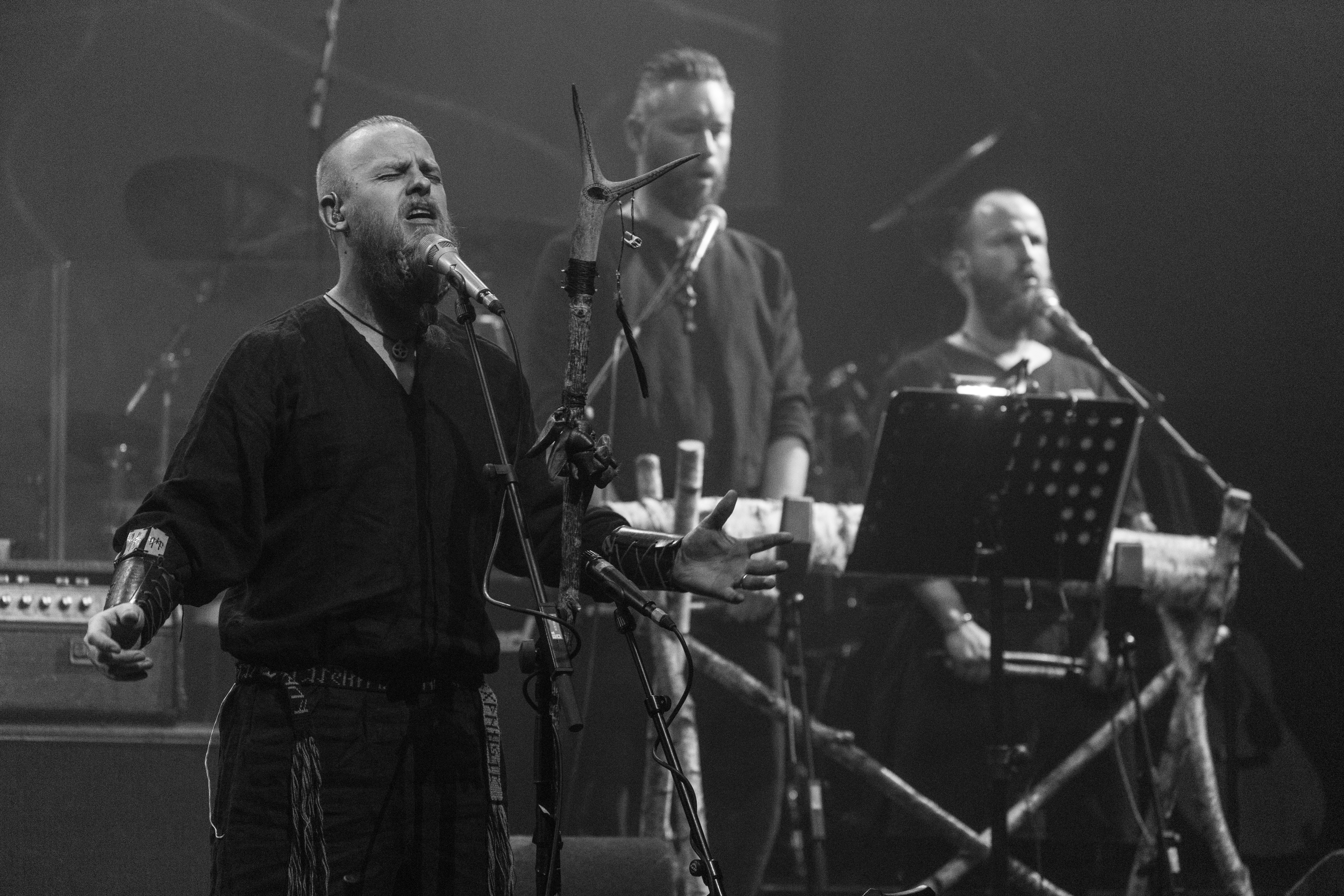
Wardruna gehörten 2015 zu den Non-Metal-Bands des Roadburn-Line-ups

Das Festival gilt als familiäres Ereignis, bei dem keine nennenswerten Barrieren zwischen Bands, Organisation und Fans existieren, aber auch keine der sonst auf einem Festival üblichen Begleiterscheinungen wie Moshpits, Stagediving, flackernde Smartphonemeere, Selfie-Jäger oder pubertäre Lärmtrupps. Der Fokus des Festivals liegt darauf ein „genussorientiertes Publikum und exquisite Bands, […] in familiärem Ambiente“ zusammenzubringen. Die gebuchten Interpreten halten sich während des Festivals kaum im Backstagebereich auf, und sind stattdessen häufig vor den Bühnen als Zuschauer, die „die Begeisterung für den Sound teilen“, anzutreffen.
Dabei gestalte sich das Festival zwar vorwiegend am Metalunderground orientiert, bietet jedoch ebenso Interpreten aus den Genrebereichen des Post-Industrial und Alternative ein Podium.

„Auf keinem anderen Festival in Europa wird den Besuchern ein derart exquisites, abwechslungsreiches und durchaus auch bizarres Line-up geboten“

Das Line-up wird von van den Brand und Hoeijmakers zusammengestellt. Beide Organisatoren beginnen mit optionalen Band-Listen. Die gelisteten Bands werden von Hoeijmakers, der über Jahrzehnte hinweg Kontakte zu Bands, Künstleragenten und Managern sammelte, kontaktiert. Aus den sondierenden Gesprächen mit den Bands und ihren Vertretern ergeben sich, neben Zu- und Absagen weitere potentielle Akteure für das Festival. Dieser Prozess der partizipatorischen Festival-Gestaltung beginnt laut Hoeijmakers mehr als ein Jahr vor der Veranstaltung.

### Örtlichkeiten

Das Festival ist fest im Zentrum der Stadt Tilburg verankert

Als Hauptveranstaltungsort ist die, in der Innenstadt von Tilburg angelegte Konzerthalle Venue 013 an der Veermarktstraat 44, weitere Veranstaltungsorte wie das Het Patronaat, das V39 und das Cul de Sac liegen in unmittelbarer Umgebung der Konzerthalle, variierten jedoch über die Jahre. So kam das Cul de Sac erst 2014 als offizieller Veranstaltungsort hinzu. Das 2011 geschlossene Midi Theatre fungierte 2010 und 2011 ebenfalls als Veranstaltungsort.
Die Verankerung des Festivals in der Innenstadt von Tilburg, prägt dabei den Charakter der Veranstaltung und wird als
„Nährboden für die einzigartige Atmosphäre des Festivals“ bezeichnet. Alle Veranstaltungsorte liegen in Tilburg, was dazu führt, dass die Gäste sich in der Stadt bewegen und dort leben und nicht „im ruralen Nirgendwo auf Ackern und zwischen Bauzäunen zusammengepfercht“ werden.
Als Hauptbühne fungiert der seit 2010 der bis zum November 2015 3000 Besucher fassende Jupiler Zaal der Konzerthalle Venue 013. Der Saal wurde 2015 umgebaut und birgt seither ein Fassungsvermögen von bis zu 3700 Personen. Als weiterer Saal, die ebenfalls in der Halle verortete Stage 01 mit einem Fassungsvermögen von bis zu 300 Besuchern. Gegenüber dem Venue 013 liegt das V39, das Jugendzentrum beheimatet in der Zeit des Festivals Informations- und Merchandisingstände, Podiumsdiskussionen sowie das Dokumentarfilmen vorbehaltene Roadburn Cinema. Das V39 fungierte 2009 bereits als zweiter Konzertsaal, womit 2009 zum ersten Mal die Veranstaltung um eine dritte Bühne erweitert wurde.
Seither wurden weitere Örtlichkeiten für die Veranstaltung erschlossen, zuerst wurde das Multifunktionstheater Midi Theatre hinzugezogen, nach dessen Schließung im Jahr 2011 kam das ehemalige katholische Klostergebäude mit Kirchenambiente Het Patronat, das sich auf Veemarktstraat 33 befindet, hinzu. Seit 2014 ist die alternative Kneipe Cul de Sac ein weiterer Veranstaltungsort des Festivals. Das Cul de Sac liegt auf der zentralen mit Cafés und Bars ausgestatteten und von den Veranstaltern Weirdo Canyon genannten Fußgängerzone auf der Heuvel. Die Konzertorte jenseits des Venue 013 verfügen dabei über eine begrenzte Kapazität, die häufige Wartezeiten bedingt. Das Het Patronat fasst bis zu 600 Besucher, während das Cul de Sac mit einem Fassungsvermögen von circa 150 Besuchern den kleinsten Konzertraum stellt.

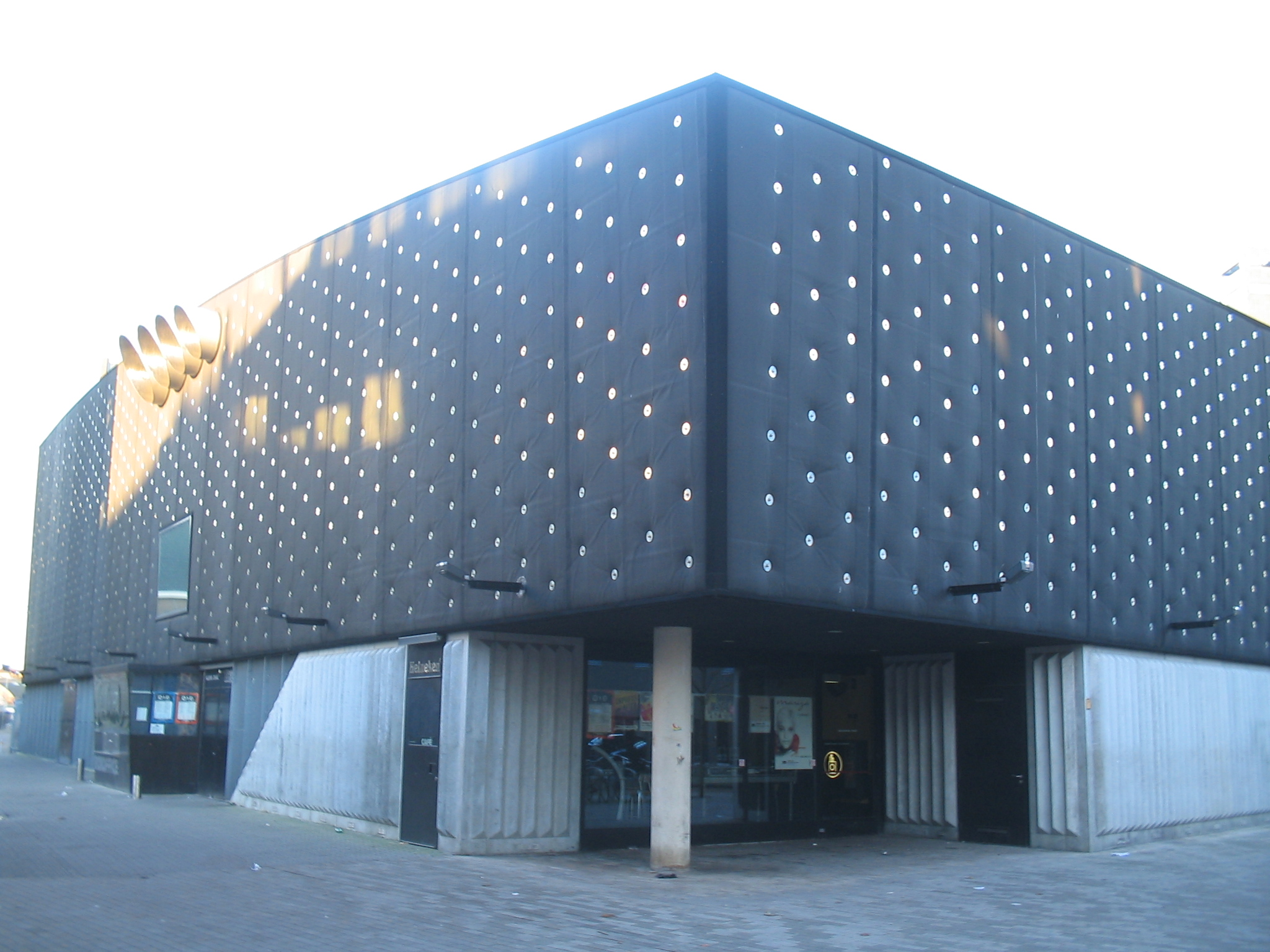
Die Konzerthalle Venue 013 in Tilburg ist seit 2005 der Hauptveranstaltungsort des Roadburn Festival
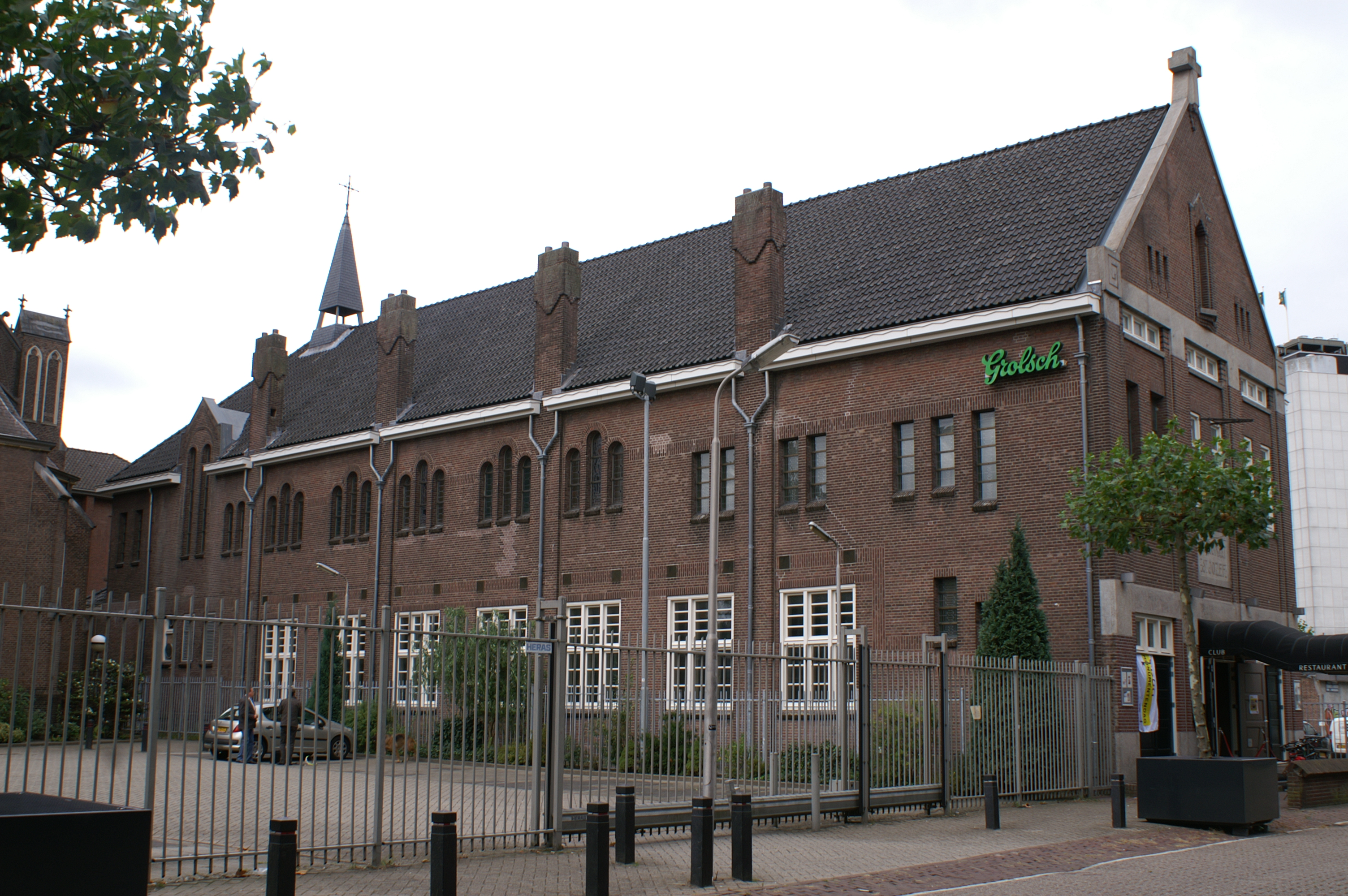
Das als Het Patronat bekannte ehemalige Klostergebäude, war von 2012 bis 2019 zweiter Veranstaltungsort des Festivals.
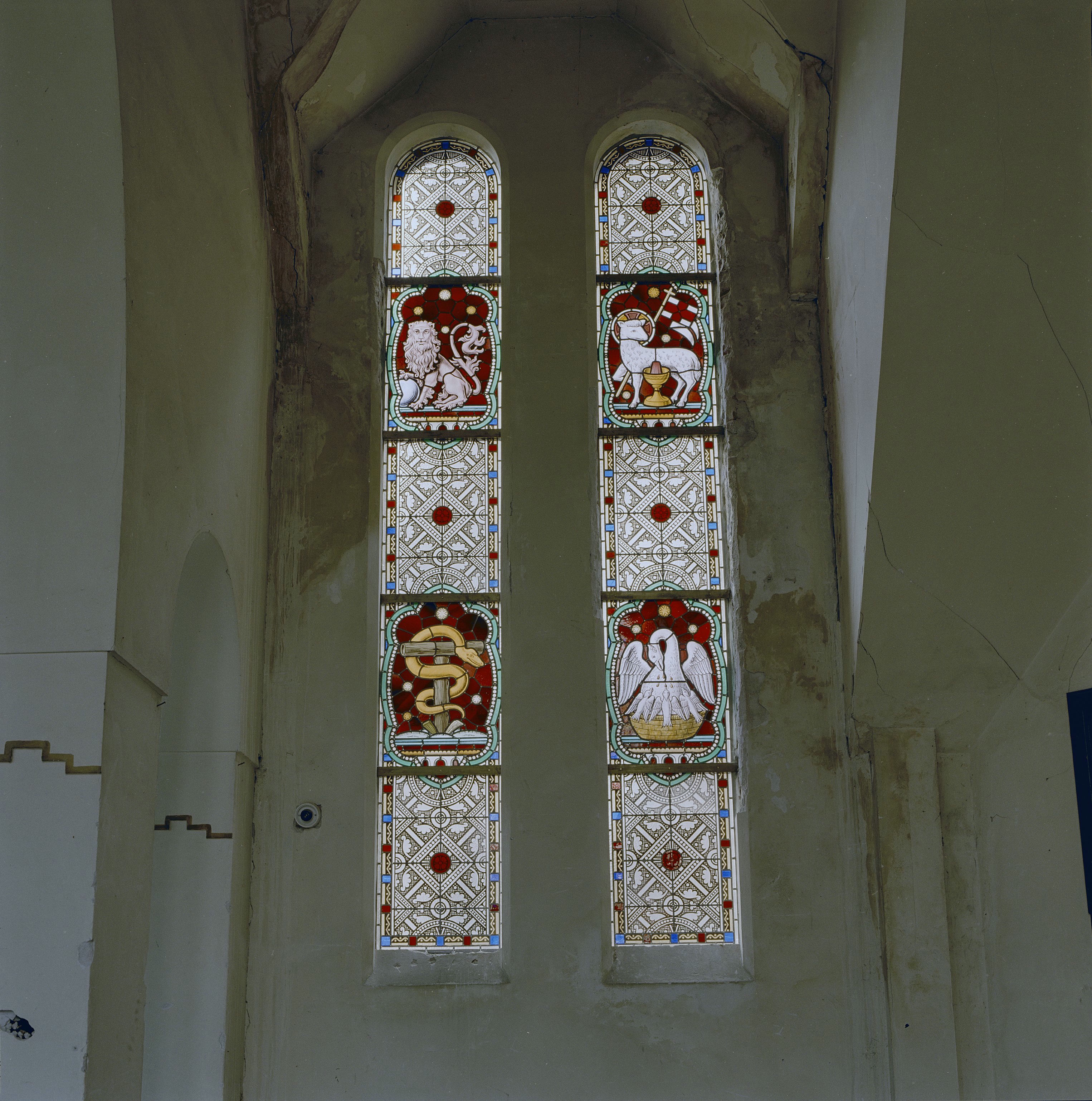
Bleiglasfenster im Klostergebäude Het Patronat
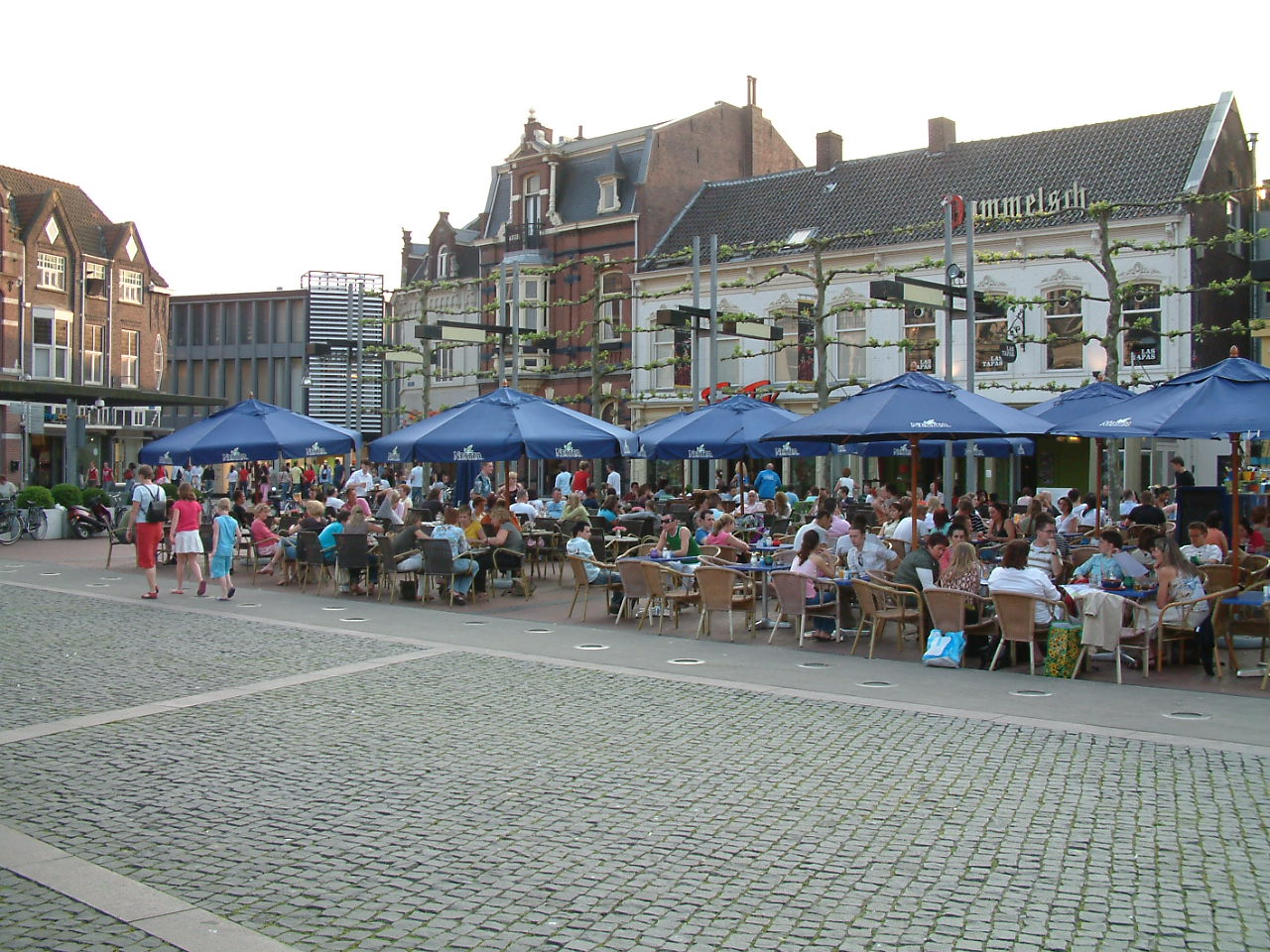
Das Roadburn findet direkt in der Tilburger Innenstadt statt. Unter anderem im Cul de Sac an der, hier zu sehenden, Straße Heuvel
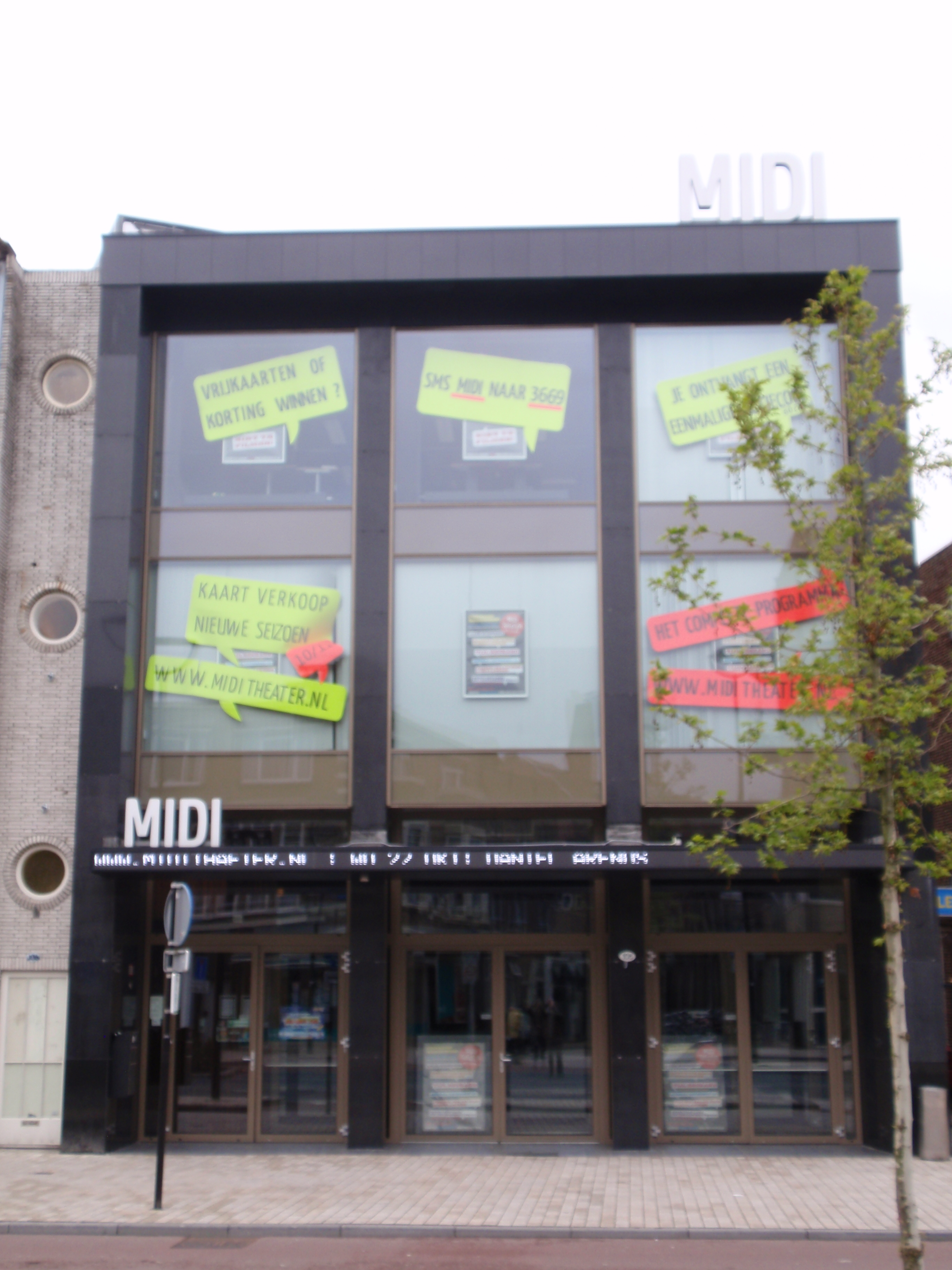
Das Midi Theatre war 2010 und 2011 ein Veranstaltungsort des Festivals

### Übernachtung und Verpflegung

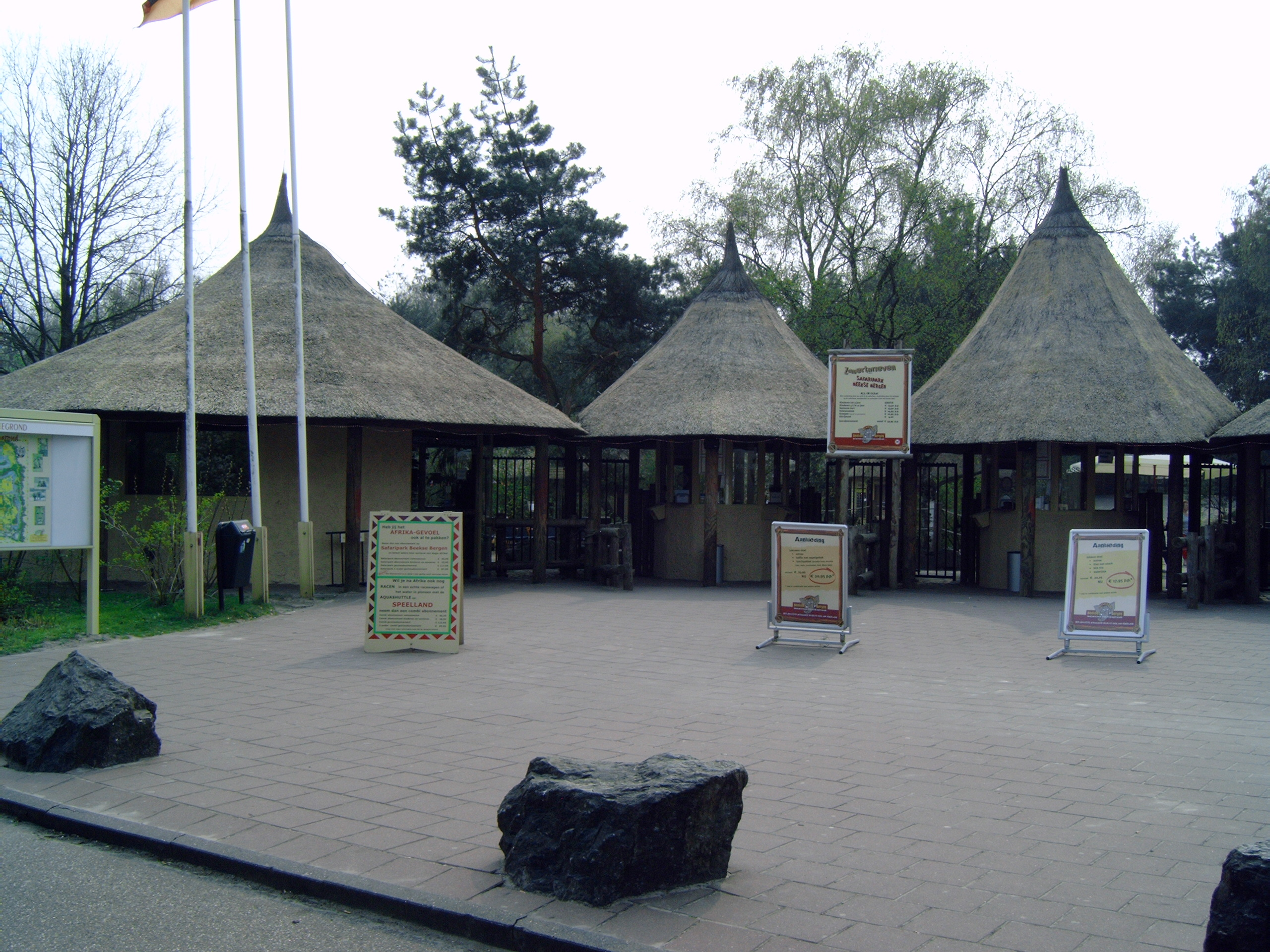
Eingang des Safaripark Beekse Bergen, an den die Roadburn Campsite angegliedert ist

Da das Roadburn vornehmlich 3- und 4-Tagestickets verkauft, verbringt der Großteil der Besucher das gesamte Festival vor Ort. Seitdem die Veranstaltung mehrtägig in Tilburg stattfindet existiert ein zugehöriges Campingareal. Dieses ist von Donnerstag bis Montag geöffnet und dient punktuell als ergänzender Veranstaltungsort. Die Campsite verfügt über sanitäre Anlagen, Warmwasser, Strom und kleine Lebensmittelgeschäfte. Das offizielle Campingareal des Festivals, die Roadburn Campsite war bis zum Jahr 2015 dem Gelände des nahegelegenen Safaripark Beekse Bergen bei Hilvarenbeek angelehnt. Von und zum Parkgelände verkehrte ein Shuttlebus. Zum Festival des Jahres 2016 akquirierten die Veranstalter einen anderen, in Tilburg und damit in unmittelbarer Nähe zu den Veranstaltungsorten gelegenen Campingplatz als neue Roadburn Campsite. Der Stadscamping Tilburg ist dem Tilburger Bahnhof nahe auf einer ausgedienten und zur Freizeitanlage umgestalteten Gleisanlage gelegen.
Neben den Übernachtungsmöglichkeiten der Campsite, quartieren sich viele Besucher in Hotels in Tilburg ein. Viele der lokalen Bars, insbesondere jene an der Heuvel angelegten Bars und Cafés bieten im Zeitraum des Roadburn, spezielle Festivalmenüs zu moderaten Preisen an.

## Programm
Die Hauptbühne im Venue 013 ist überwiegend den Substilen des Doom- und Extreme Metal vorbehalten. Interpreten aus Avantgarde, Post-Industrial und Alternative treten hingegen verstärkt auf den Nebenbühnen auf. Überschneidungen wie der Auftritt als Headliner von Fields of the Nephilim im Jahr 2015 im Venue 013 sind dennoch üblich. Im V39 finden als Q&A oder Clinic & More deklarierte offene Diskussionsrunden und Roadburn Cinema genannte Filmvorführungen von Dokumentarfilmen über Bands, Szenen und Stile, die sich auf dem Roadburn antreffen lassen statt. Neben Filmvorführungen, Diskussionsrunden und Workshops von und mit den Musikern, die zumeist einem täglichen inhaltlichen roten Faden folgen, gab es 2015 auch eine Diskussion mit Labelinhabern über ihren Anspruch und ihre Ideale. Als weiteren Programmpunkt bietet das Festival die Roadburn-Metal-Disco im Foyer der Bar des Venue 013 an, die an den Abenden der Veranstaltung unter anderem von Musikern des Festivals als DJs gestaltet werden. Auch auf dem Campingareal werden Teile des Rahmenprogramms Clinic & More präsentiert.

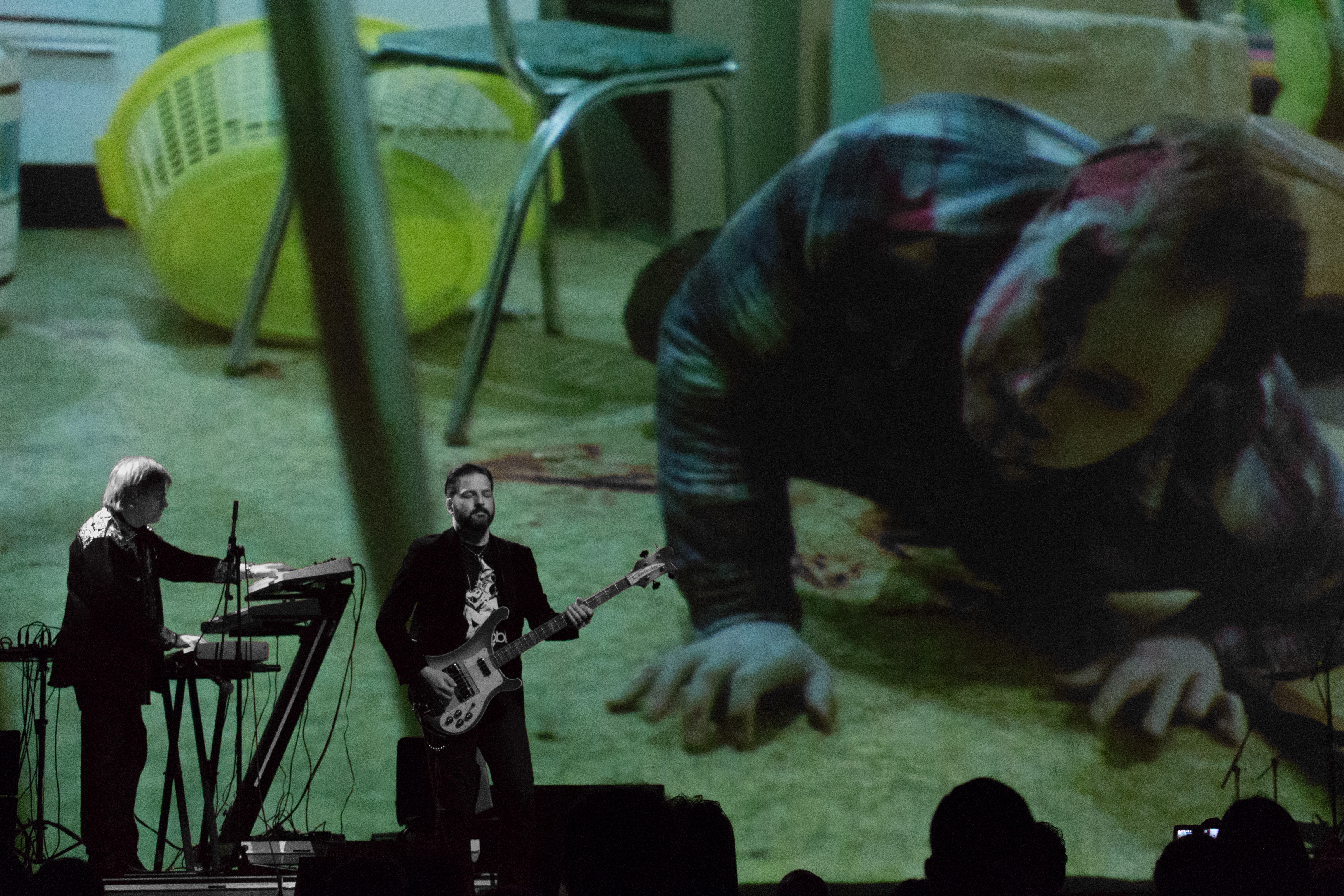
Goblin während ihrer Performance zu Zombie

Als Informations- und Austauschmedium wird täglich das von den Organisatoren verfasste Fanzine Weirdo Canyon Dispatch, während der Festivaltage herausgegeben. Das 1000 Einheiten umfassende Fanzine wird jeden Morgen im Foyer des 013 verteilt. Neben Rezensionen und Bewertungen zu den Konzerten und Veranstaltungen des Vortages beinhaltet das Heft eine Tagesübersicht des aktuellen Tages und Empfehlungen der Organisatoren.
Der Sonntag wird als Afterburner als teilseparates Festival beworben. Zum Roadburn Afterburner werden seit Einführung des Festivaltages separate Karten verkauft. Während dieses Festivaltages, der ausschließlich im 013 stattfindet, treten zum Teil Interpreten auf, die bereits während der vorgehenden Festivaltage gespielt haben.
Im Jahr 2015 wurde ein cineastisch orientierter Programmpunkt hinzugenommen, bei dem Interpreten des Festivals selbst gewählte Filme musikalisch begleiten. Sólstafir wählten den Western Der Flug des Raben, Goblin die Horrorfilme Zombie und Suspiria.

## Roadburn Records
Seit 2007 existiert das an die Festivalorganisation angeschlossene Roadburn Records als Sublabel des Independent-Label Burning World Records. Zu den Künstlern des Labels zählen unter anderem Bongripper, Chelsea Wolfe, Wolves in the Throne Room, Nadja und Nachtmystium. Das Label widmet sich eben jenen Stilschwerpunkten, die auch dem Festival entsprechen. Vornehmlich verlegt Roadburn Records Livemitschnitte aus dem Doom- und Extreme Metal, sowie aus Post-Industrial, Avantgarde und Alternative.

## Konzertaufnahmen (Auswahl)
Die folgende Liste fasst die offiziell veröffentlichten Mitschnitte des Roadburn Festivals zusammen.
| Jahr der Veröffentlichung | Musikgruppe                         | Albumtitel                                       | Aufnahmedatum          | Plattenfirma                                 | Anmerkungen |
| ------------------------- | ----------------------------------- | ------------------------------------------------ | ---------------------- | -------------------------------------------- | --- |
| 2008                      | Current 93                          | Birth Canal Blues Live                           | 20. April 2008         | Coptic Cat                                   | |
| 2008                      | Earthless                           | Live at Roadburn                                 | 18. April 2008         | Tee Pee Records                              | |
| 2009                      | Baroness                            | Live at Roadburn                                 | 23. April 2009         | Relapse Records                              | Bonus-CD des Albums Blue Record als Deluxe Edition |
| 2009                      | Wolves in the Throne Room           | Live at Roadburn 2008                            | 19. April 2008         | Roadburn Records                             | Inkl. DVD, auch als Live at Roadburn MMVIII ohne DVD erschienen |
| 2010                      | Church of Misery                    | Live at Roadburn 2009                            | 14. April 2012         | Roadburn Records                             | |
| 2010                      | Farflung                            | Live at 013 Roadburn 2009                        | 23. April 2009         | MeteorCity                                   | |
| 2010                      | Neurosis                            | Live at Roadburn 2007                            | 21. April 2007         | Roadburn Records                             | |
| 2010                      | Triptykon                           | Shatter                                          | 16. April 2010         | Century Media / Prowling Death Records       | Nur die Stücke Circle Of The Tyrants und Dethroned Emperor sind Aufnahmen des Roadburnauftritts                                                                                                   |
| 2010                      | Taint                               | All Bees to the Sea                              | 17. April 2008         | Destructure Records                          | Die zweite Hälfte des Albums enthält sieben beim Roadburn Festival aufgenommene Stücke |
| 2010                      | Øresund Space Collective            | Live at Roadburn 2010                            | 15. April 2010         | Space Rock Productions                       | |
| 2010                      | Wino                                | Live at Roadburn 2009                            | 26. April 2009         | Roadburn Records                             | |
| 2011                      | Bong                                | Live at Roadburn 2010                            | 13. April 2010         | Roadburn Records                             | |
| 2011                      | Year of No Light                    | Live at the Roadburn 2008                        | 19. April 2008         | Roadburn Records                             | |
| 2011                      | Yob                                 | Live at Roadburn 2010                            | 17. April 2010         | Roadburn Records                             | Inkl. DVD |
| 2011                      | Nachtmystium                        | Live at Roadburn 2010                            | 17. April 2010         | Roadburn Records                             | |
| 2011                      | Orange Sunshine                     | Live at Roadburn 2008                            | 20. April 2008         | Roadburn Records                             | |
| 2012                      | Chelsea Wolfe                       | Live at Roadburn                                 | 12. April 2012         | Roadburn Records                             | |
| 2012                      | Stone Axe                           | Captured Live! Roadburn Festival                 | 16. April 2011         | Ripple Music                                 | |
| 2012                      | Witch                               | Die Fehl-Ritzhausen Kassette                     | 18. April 2008         | Who Can You Trust? Records                   | Auf 200 Exemplare limitierte Kassette |
| 2012                      | Ulver                               | Live at Roadburn – Eulogy for the Late Sixties   | 12. April 2012         | Roadburn Records                             | |
| 2012                      | Saviours                            | Live At Roadburn 2012                            | 14. April 2012         | Roadburn Records                             | |
| 2012                      | White Hills                         | Live at Roadburn                                 | 16. April 2011         | Roadburn Records                             | |
| 2012                      | Voivod                              | Live at Roadburn 2011                            | 15. und 16. April 2011 | Roadburn Records                             | Aufnahmen eines reduzierten und eines vollständigen Auftritts, die ausschließlich zum Festival 2012 veröffentlicht wurde. Später als Bonus-CD eines Mediabooks zum Album Target Earth erschienen. |
| 2013                      | Bongripper                          | Live at Roadburn                                 | 09. und 12. April 2012 | Roadburn Records                             | |
| 2013                      | Conan                               | Mount Wrath: Live at Roadburn 2012               | 13. April 2012         | Roadburn Records                             | |
| 2013                      | Candlemass                          | Epicus Doomicus Metallicus Live at Roadburn 2011 | 16. April 2011         | Svart Records                                | Mit dem Sänger der Candlemass-Urbesetzungs, Johan Längqvist, eingespielt |
| 2013                      | Electric Orange                     | Live at Roadburn 2012                            | 15. April 2012         | MPL                                          | |
| 2013                      | Godflesh                            | Streetcleaner: Live at Roadburn 2011             | 14. April 2011         | Roadburn Records                             | |
| 2013                      | The Midnight Ghost Train            | Live at Roadburn 2013                            | 18. April 2013         | Roadburn Records                             | |
| 2013                      | The Mount Fuji Doomjazz Corporation | Roadburn                                         | 15. April 2012         | Roadburn Records                             | |
| 2013                      | Orange Sunshine                     | Live at Roadburn 2007                            | 20. April 2007         | Who Can You Trust? Records                   | |
| 2013                      | Voivod                              | Target Earth ltd. Edition                        | 13. April 2012         | Century Media                                | Auf der limitierten Version des Albums wurden die beiden Stücke Target Earth und Man in Trees vom Roadburnauftritt hinzugefügt.                                                                   |
| 2014                      | Dark Buddha Rising                  | Live at Roadburn 2012                            | 14. April 2012         | Roadburn Records                             | |
| 2014                      | Elder                               | Live at Roadburn 2013                            | 20. April 2013         | Roadburn Records                             | |
| 2014                      | Windhand                            | Live at Roadburn 2014                            | 12. April 2014         | Roadburn Records                             | |
| 2014                      | Yob                                 | The Unreal Never Lived – Live at Roadburn 2012   | 13. April 2012         | Roadburn Records                             | |
| 2014                      | My Brother the Wind                 | Live at Roadburn 2013                            | 20. April 2013         | Burning World Records                        | |
| 2014                      | Avatarium                           | All I Want                                       | 13. April 2014         | Nuclear Blast Records                        | EP mit drei beim Roadburn Festival aufgenommenen Livestücken |
| 2014                      | Earthless Meets Heavy Blanket       | In a dutch Haze                                  | 14. April 2012         | Roadburn Records / Outer Battery Records     | |
| 2015                      | Uzala                               | Live at Roadburn 2015                            | 9. April 2015          | Roadburn Records                             | |
| 2015                      | Papir Meets Electric Moon           | The Papermoon Sessions Live at Roadburn 2014     | 13. April 2014         | Sulatron Records                             | |
| 2015                      | Indian                              | Live at Roadburn XXIV                            | 12. April 2014         | Roadburn Records                             | |
| 2015                      | Les Discrets                        | Live at Roadburn                                 | 19. April 2013         | Prophecy Productions                         | |
| 2015                      | Papir                               | Live at Roadburn                                 | 11. April 2014         | Roadburn Records                             | |
| 2015                      | Samothrace                          | Live at Roadburn 2014                            | 10. April 2014         | Roadburn Records                             | |
| 2015                      | Sula Bassana                        | Live at Roadburn Festival 2014                   | 12. April 2014         | Sulatron Records                             | |
| 2015                      | Carlton Melton Meets Dr. Space      | Live at Roadburn Festival 2014                   | 13. April 2014         | Lay Bare Recordings / Space Rock Productions | |
| 2019                      | Oranssi Pazuzu                      | Live at Roadburn                                 | 22. April 2017         | Roadburn Records                             | |